# 感光耦合元件

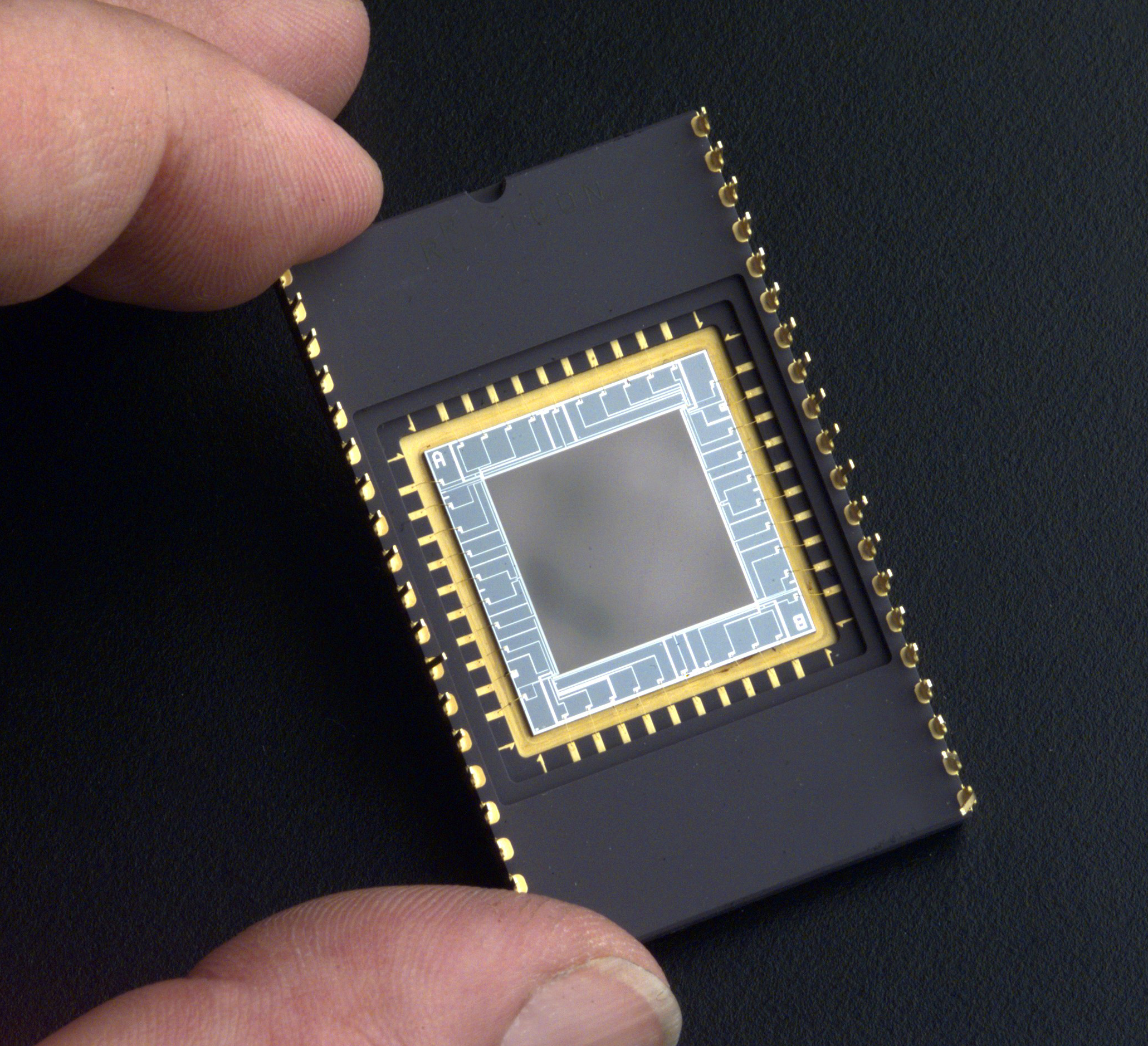
一組用於紫外線影像處理用的CCD

电荷耦合器件（英語：Charge-coupled Device），是一種集成電路，上有許多排列整齊的電容，能感應光線，並將影像轉變成數位信号。經由外部電路的控制，每個小電容能將其所帶的電荷轉給它相鄰的電容。廣泛應用在數位攝影、天文學，尤其是攝影測量學（photometry）、光學與頻譜望遠鏡，和高速攝影技術如幸運成像。

## 發展史
CCD是於1969年由美國貝爾實驗室的威拉德·博伊爾（Willard Sterling Boyle）和乔治·埃尔伍德·史密斯（George Elwood Smith）所發明的。當時貝爾實驗室正在發展影像電話和半導體磁泡存储器。將這兩種新技術結起來後，博伊爾和史密斯得出一種裝置，他們命名為“Charge ‘Bubble’ Devices”。這種裝置的特性就是它能沿著一片半導體的表面傳遞電荷，便嘗試用來做為記憶裝置，當時只能從暫存器用「注入」電荷的方式輸入記憶。但隨即發現光電效應能使此種元件表面產生電荷，而組成數位影像。
1971年，貝爾實驗室的研究員已能用簡單的線性裝置捕捉影像，CCD就此誕生。有幾家公司接續此一發明，著手進行進一步的研究，包括快捷半導體、美國無線電公司和德州儀器。其中快捷半導體的產品率先上市，於1974年發表500單元的線性裝置和100x100像素的平面裝置。
2006年元月，博伊爾和史密斯獲頒電機電子工程師學會頒發的查尔斯·斯塔克·德雷珀奖，以表彰他們對CCD發展的貢獻。2009年10月兩人榮獲諾貝爾物理獎。

## 原理

在柵電極（G）中，施加正電壓會產生勢阱（黃），並把電荷包（電子，藍）收集於其中。只需按正確的順序施加正電壓，就可以傳導電荷包。

在一個用於感光的CCD中，有一個光敏區域（矽的外延層），和一個由移位寄存器製成的傳感區域（狹義上的CCD）。
圖像通過透鏡投影在一列電容上（光敏區域），導致每一個電容都積纍一定的電荷，而電荷的數量則正比於該處的入射光強。用於線掃瞄相機的一維電容陣列，每次可以掃瞄一單層的電容；而用於攝像機和一般相機的二維電容陣列，則可以掃瞄投射在焦平面上的圖像。一旦電容陣列曝光，一個控制迴路將會使每個電容把自己的電荷傳給相鄰的下一個電容（傳感區域）。而陣列中最後一個電容裡的電荷，則將傳給一個電荷放大器，並被轉化為電壓信號。通過重複這個過程，控制迴路可以把整個陣列中的電荷轉化為一系列的電壓信號。在數字電路中，會將這些信號採樣、數字化，通常會儲存起來；而在模擬電路中，會將它們處理成一個連續的模擬信號（例如把電荷放大器的輸出信號輸給一個低通濾波器）。

## 應用
含格狀排列像素的CCD應用於數位相機、光學掃瞄器與攝影機的感光元件。其光效率可達70%（能捕捉到70%的入射光），優於傳統底片的2%，因此CCD迅速獲得天文學家的大量採用。

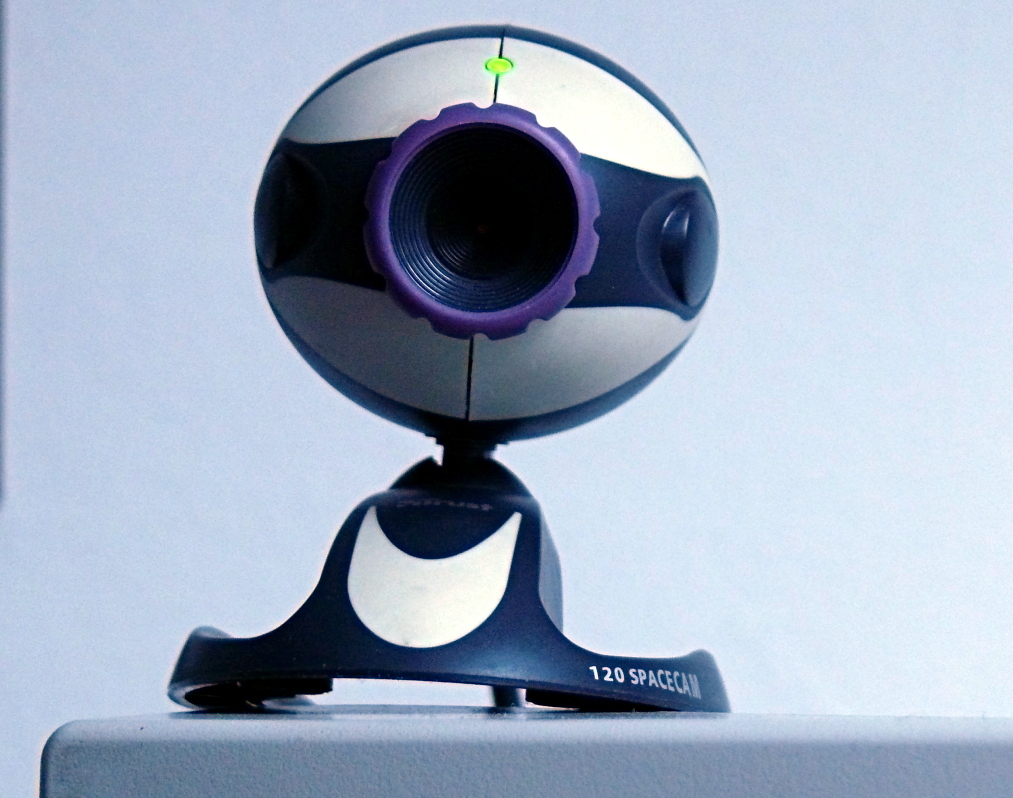
使用CCD的Webcam（網絡攝影機鏡頭）

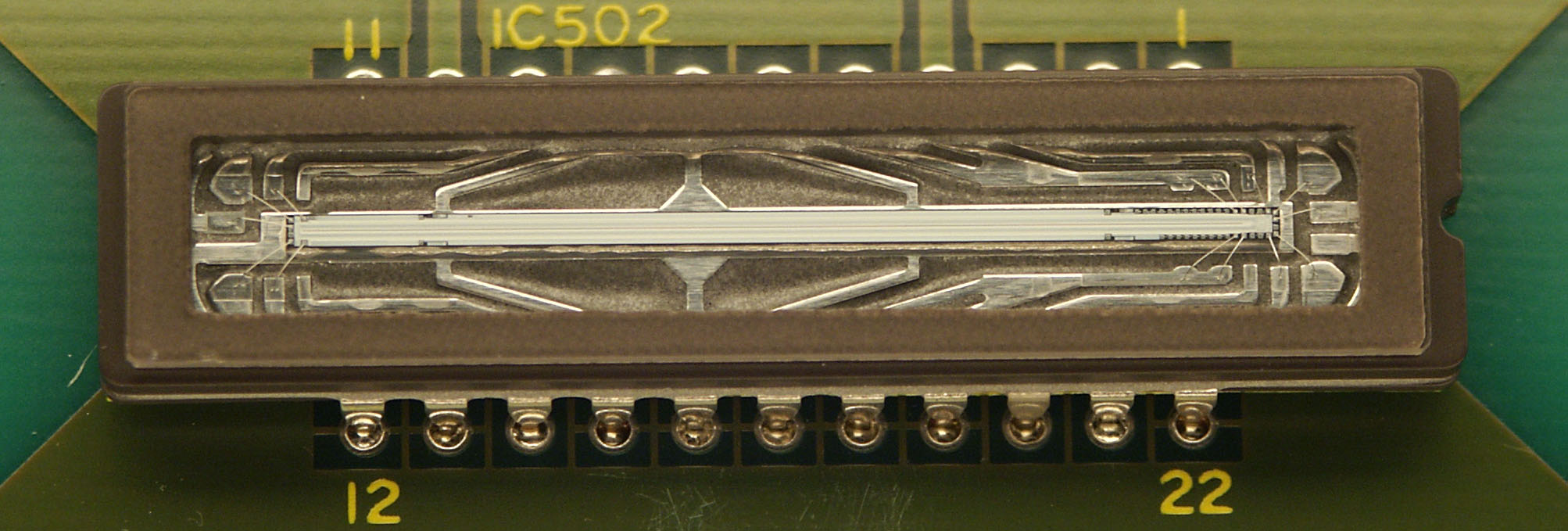
傳真機所用的線性CCD

影像經透鏡成像於電容陣列表面後，依其亮度的強弱在每個電容單位上形成強弱不等的電荷。傳真機或掃瞄器用的線性CCD每次捕捉一細長條的光影，而數位相機或攝影機所用的平面式CCD則一次捕捉一整張影像，或從中擷取一塊方形的區域。一旦完成曝光的動作，控制電路會使電容單元上的電荷傳到相鄰的下一個單元，到達邊緣最後一個單元時，電信號傳入放大器，轉變成電位。如此周而復始，直到整個影像都轉成電位，取樣並數字化之後存入記憶體。儲存的影像可以傳送到印表機、儲存設備或顯示器。經冷凍的CCD同時在1990年代初亦廣泛應用於天文攝影與各種夜視裝置，而各大型天文台亦不斷研發高像數CCD以拍攝極高解像之天體照片。
CCD在天文學方面有一種奇妙的應用方式，能使固定式的望遠鏡發揮有如帶追蹤望遠鏡的功能。方法是讓CCD上電荷讀取和移動的方向與天體運行方向一致，速度也同步，以CCD導星不僅能使望遠鏡有效糾正追蹤誤差，還能使望遠鏡記錄到比原來更大的視場。
一般的CCD大多能感應紅外線，所以衍生出紅外線影像、夜視裝置、零照度（或趨近零照度）攝影機／照相機等。因室溫下的物體會有紅外線的黑體辐射效應，為了減低紅外線干擾，天文用CCD常以液態氮或半導體冷卻。CCD對紅外線的敏感度造成另一種效應，各種配備CCD的數位相機或錄影機若沒加裝紅外線濾鏡，很容易拍到遙控器發出的紅外線。降低溫度可減少電容陣列上的暗電流，增進CCD在低照度的敏感度，甚至對紫外線和可見光的敏感度也隨之提升（信噪比提高）。
溫度雜訊、暗電流（dark current）和宇宙輻射都會影響CCD表面的像素。天文學家利用快門的開闔，讓CCD多次曝光，取其平均值以緩解干擾效應。為去除背景雜訊，要先在快門關閉時取影像訊號的平均值，即為“暗场”（dark frame）。然後打開快門，取得影像後減去暗框的值，再濾除系統雜訊（暗點和亮點等等），得到更清晰的細節。
天文攝影所用的冷卻CCD照相機必須以接環固定在成像位置，防止外來光線或震動影響；同時亦因為大多數影像平臺生來笨重，要拍攝星系、星雲等暗弱天體的影像，天文學家利用“自動導星”技術。大多數的自動導星系統使用額外的不同軸CCD監測任何影像的偏移，然而也有一些系統將主鏡接駁在拍攝用之CCD相機上。以光學裝置把主鏡內部份星光加進相機內另一顆CCD導星裝置，能迅速偵測追蹤天體時的微小誤差，並自動調整驅動馬達以矯正誤差而不需另外裝置導星。

## 彩色相機
一般的彩色數位相機是將拜爾濾鏡加裝在CCD上。每四個像素形成一個單元，一個負責過濾紅色、一個過濾藍色，兩個過濾綠色（因為人眼對綠色比較敏感）。結果每個像素都接收到感光訊號，但色彩解析度不如感光解析度。
用三片CCD和分光稜鏡組成的3CCD系統能將顏色分得更好，分光稜鏡能把入射光分析成紅、藍、綠三種色光，由三片CCD各自負責其中一種色光的呈像。所有的專業級數位攝影機，和一部份的半專業級數位攝影機採用3CCD技術。
截至2005年，超高解析度的CCD晶片仍相當昂貴，配備3CCD的高解析靜態照相機，其價位往往超出許多專業攝影者的預算。因此有些高檔相機使用旋轉式色彩濾鏡，兼顧高解析度與忠實的色彩呈現。這類多次成像的照像機只能用於拍攝靜態物品。

## 相互競爭的科技
近年來，利用互補金氧半導體（Complementary Metal-Oxide-Semiconductor, CMOS）的製程，已能製造實用的主動像素感測器（Active Pixel Sensor）。CMOS是所有矽晶片製作的主流技術，CMOS感光元件不但造價低廉，也能將訊號處理電路整合在同一部裝置上。CCD則有助於濾除背景雜訊，因為CMOS比CCD更容易受雜訊干擾。這部份的困擾現已漸漸解決，這要歸功於使用個別像素的低階放大器取代用於整片CCD陣列的單一高階放大器。CMOS感光元件跟CCD相比，耗電量較低，數據傳輸亦較快。於高解析度數位攝影機與數位相機，尤其是片幅規格較大的數位單眼相機更常見到CMOS的應用，另外消費型數位相機以及附有拍照功能的手機亦開始使用背面照射式CMOS，使成像質量得以提升。CMOS於成像的技術日趨成熟下大幅普及，使CCD的佔有率從2010年代起不斷下降，全球最大的CCD生產商索尼更宣佈於2017年停止生產CCD，但是高級相片掃描器以及軍方器材仍然為CCD所壟斷。

## 獲頒2009年諾貝爾物理學獎
CCD的發明，令威拉德·博伊尔和喬治·史密斯與發明光纖的高錕分享2009年諾貝爾獎。諾貝爾獎評審委員會宣稱，三人的發明有助於建立今日網絡世界的基礎，為今日的日常生活創立許多革新，也為科學的開拓上提供了工具。

## 參閱
- 图像传感器
  - CMOS
  - Foveon X3
  - Super CCD
- 攝錄機
- 數位相機
- 數位攝影
- 計算機視覺
- 自動光學檢查

## 外部連結
- Bayer masks （页面存档备份，存于）